# Arthur Pic
Arthur Pic (Montélimar, 5 de outubro de 1991) é um automobilista francês que disputou a GP2 Series.
É irmão de Charles Pic, ex-piloto das equipes Marussia e Caterham na Fórmula 1.

## Carreira

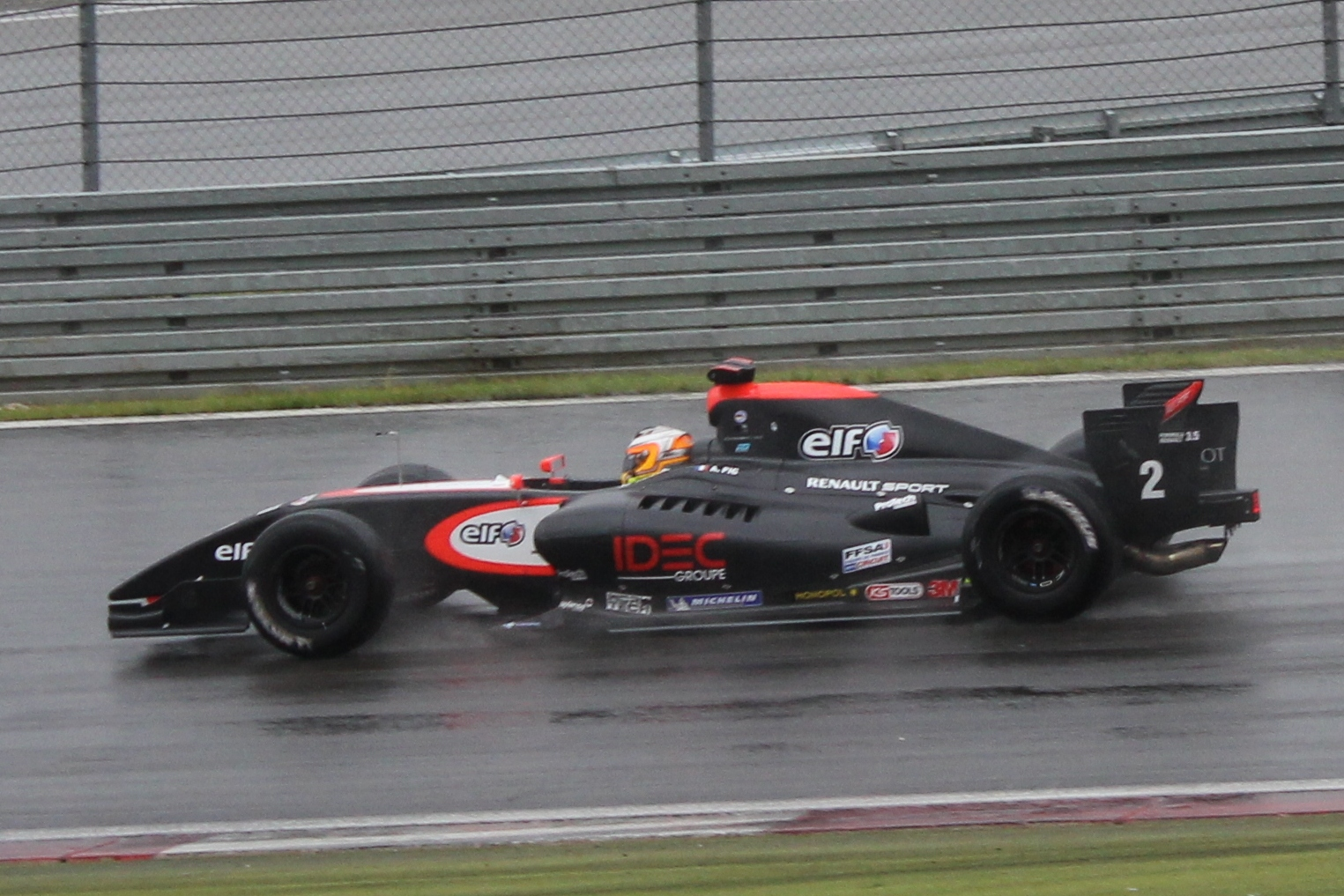
Pic durante a etapa de Nürburgring, válida pela World Series by Renault em 2011.

Tendo iniciado a carreira no kart, Arthur Pic profissionalizou-se em 2007, com apenas 15 anos de idade, competindo na Fórmula Renault belga. Passou ainda por Eurocopa de Fórmula 4 1.6 (2008), Eurocopa de Fórmula Renault 2.0 (2009), Fórmula Renault 2.0 WEC (2009-10) e World Series by Renault (2011-13), conquistando apenas um título, o da F-4 Eurocup, em 2008.
Na GP2 Series, compete desde 2014 pela equipe Campos Racing, obtendo uma vitória, uma volta mais rápida e três pódios[carece de fontes?], ficando em sétimo lugar na classificação geral, com 124 pontos.